# Bristow (Oklahoma)
Bristow é uma cidade localizada no estado norte-americano de Oklahoma, no Condado de Creek.

## Demografia
Segundo o censo norte-americano de 2000, a sua população era de 4325 habitantes. 
Em 2006, foi estimada uma população de 4391, um aumento de 66 (1.5%).

## Geografia
De acordo com o United States Census Bureau tem uma área de 
8,7 km², dos quais 8,6 km² cobertos por terra e 0,1 km² cobertos por água. Bristow localiza-se a aproximadamente 242 m acima do nível do mar.

## Localidades na vizinhança
O diagrama seguinte representa as localidades num raio de 28 km ao redor de Bristow. 